# 苯并噻二嗪
苯并噻二嗪是一种双环杂环苯衍生物，杂环含有两个氮和一个硫。

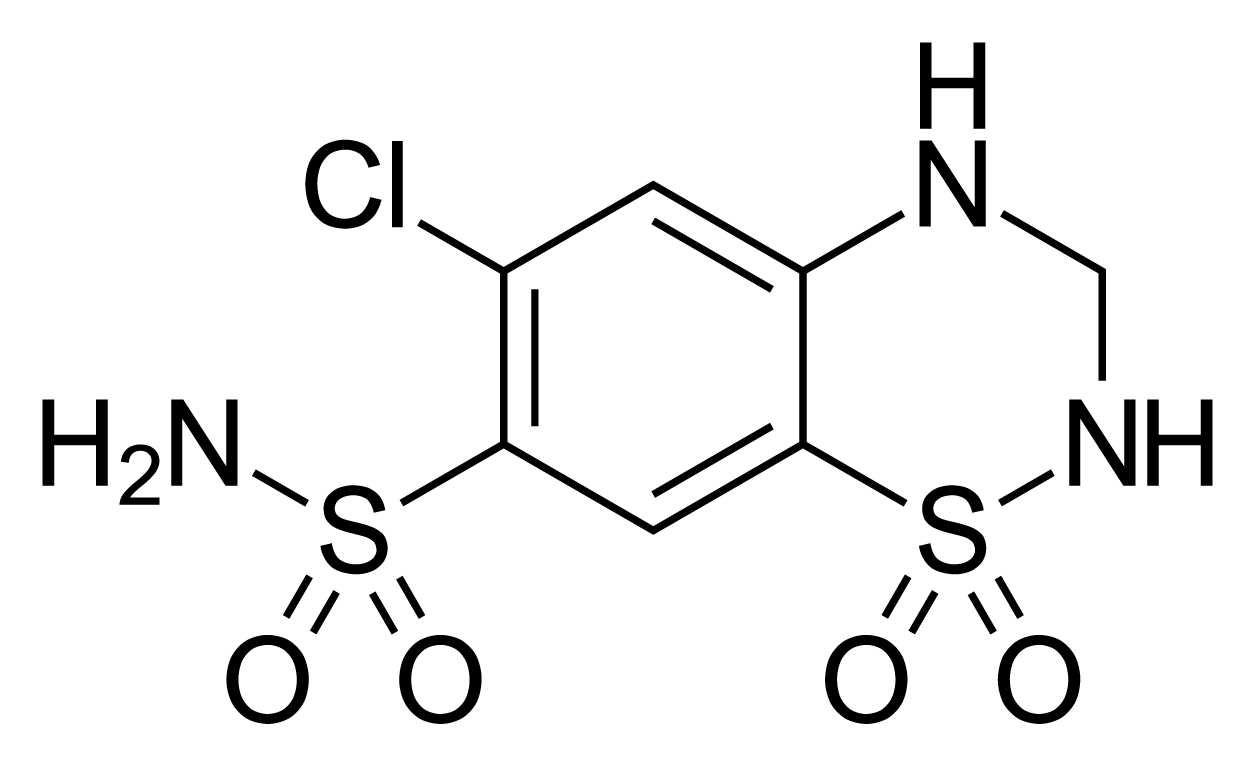
氢氯噻嗪，一种苯并噻二嗪衍生物，用作利尿剂

一些苯并噻二嗪衍生物可用作药物，包括：
- 苄氟噻嗪[2]
- 氯噻嗪[2]
- 氯噻嗪[3]
- 氢氯噻嗪[4]
- 二氮嗪[5]